# 宮林大輔
宮林 大輔（みやばやし だいすけ、1980年9月28日 - ）は、日本の俳優である。有限会社えりオフィス所属。
東京都台東区出身。血液型A型。東京都立九段高等学校、法政大学卒業。

## 出演

### テレビドラマ
- タイガー&ドラゴン（2005年、TBS）
- ホーリーランド（2005年、テレビ東京）
- アストロ球団（2005年、テレビ朝日）
- ライオン丸G（2006年、テレビ東京）
- インディゴの夜（2010年3月、東海テレビ）

### 映画
- ピーナッツ（2006年）
- 嫌われ松子の一生（2006年）
- ぼくのおばあちゃん（2008年）
- 愛のむきだし（2009年）
- 少年メリケンサック（2009年）
- ドロップ（2009年）
- 喧嘩高校軍団 特攻！國士義塾VS.朝高（2009年）
- 彼岸島（2010年）

### 舞台
- 楽園
- フットルース
- リンダリンダ
- タンバリンプロデューサーズ第12回公演 舞台『鬼切丸』（2013年8月3日 - 11日、吉祥寺シアター）
- 『LIVING ADV「STEINS;GATE」』（2013年10月12日 - 20日、Zepp Diver City(TOKYO)）